# Renato Volpini
Renato Volpini (Napoli, 10 dicembre 1934 – Milano, 3 febbraio 2017) è stato un pittore, scultore e incisore italiano.

## Biografia

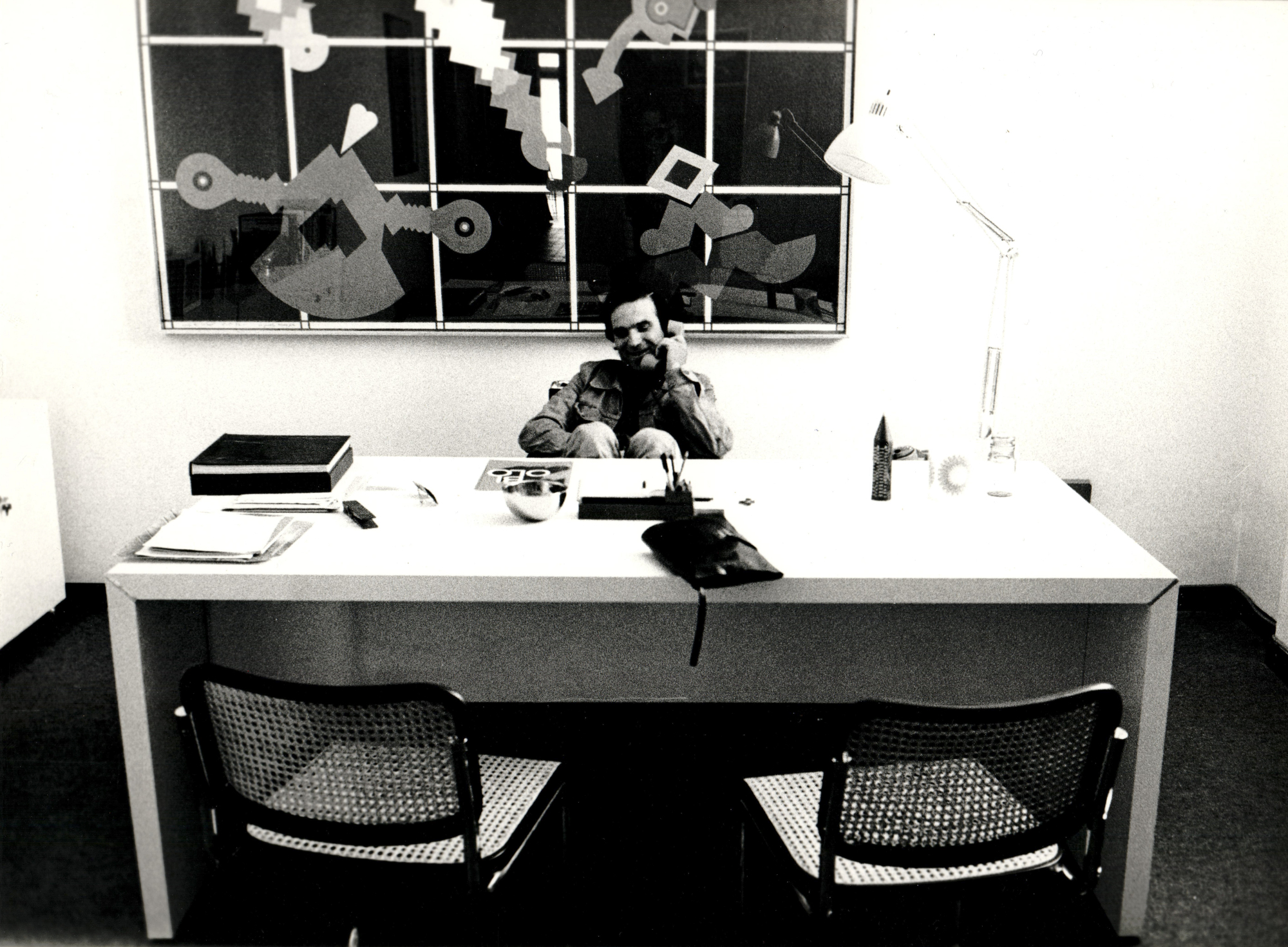

Di formazione urbinate, si diploma nel capoluogo marchigiano presso la Scuola del Libro. Dopo avere sostenuto il successivo biennio abilitante all’insegnamento, ed ottenuto nel 1957 il diploma di Magistero Artistico, nel 1958 si trasferisce a Milano, insegnando per due anni presso le scuole medie e la scuola d’arte del Castello Sforzesco, entrando in contatto con l’ambiente artistico milanese. Nel 1960 decide di abbandonare l’insegnamento per dedicarsi esclusivamente all’attività artistica, stabilendosi definitivamente a Milano.
Dopo un iniziale avvicinamento alla pittura informale Volpini, a partire dalla metà degli anni ’60 rivolge le sue attenzioni verso la Pop Art. Proprio gli anni Sessanta vedono il raggiungimento della sua prima maturità artistica, partecipe di quel clima – dominato dai protagonisti della Pop Art e dell’Immagine Critica – che negli stessi anni caratterizza il capoluogo lombardo. Nel 1962 è già presente alla Biennale di Venezia, alla Quadriennale Internazionale d’Arte di Roma nel 1956, 1960, 1964, prendendo parte anche a importanti collettive, sia a livello nazionale che internazionale, fra le quali, nel 1967, quella presso la Philadelphia Art Alliance con i colleghi Bonfanti, Capello, Nangeroni e Scanavino. Successivamente, superando l'ambito della Pop Art, Volpini apre una nuova fase artistica, contrassegnata dalla summa delle due esperienze stilistiche precedenti, in cui “l’oggetto torna da essere immagine mobile, si animalizza o umanizza, si espone come meccanismo allucinato e spesso ironico (…)”.  

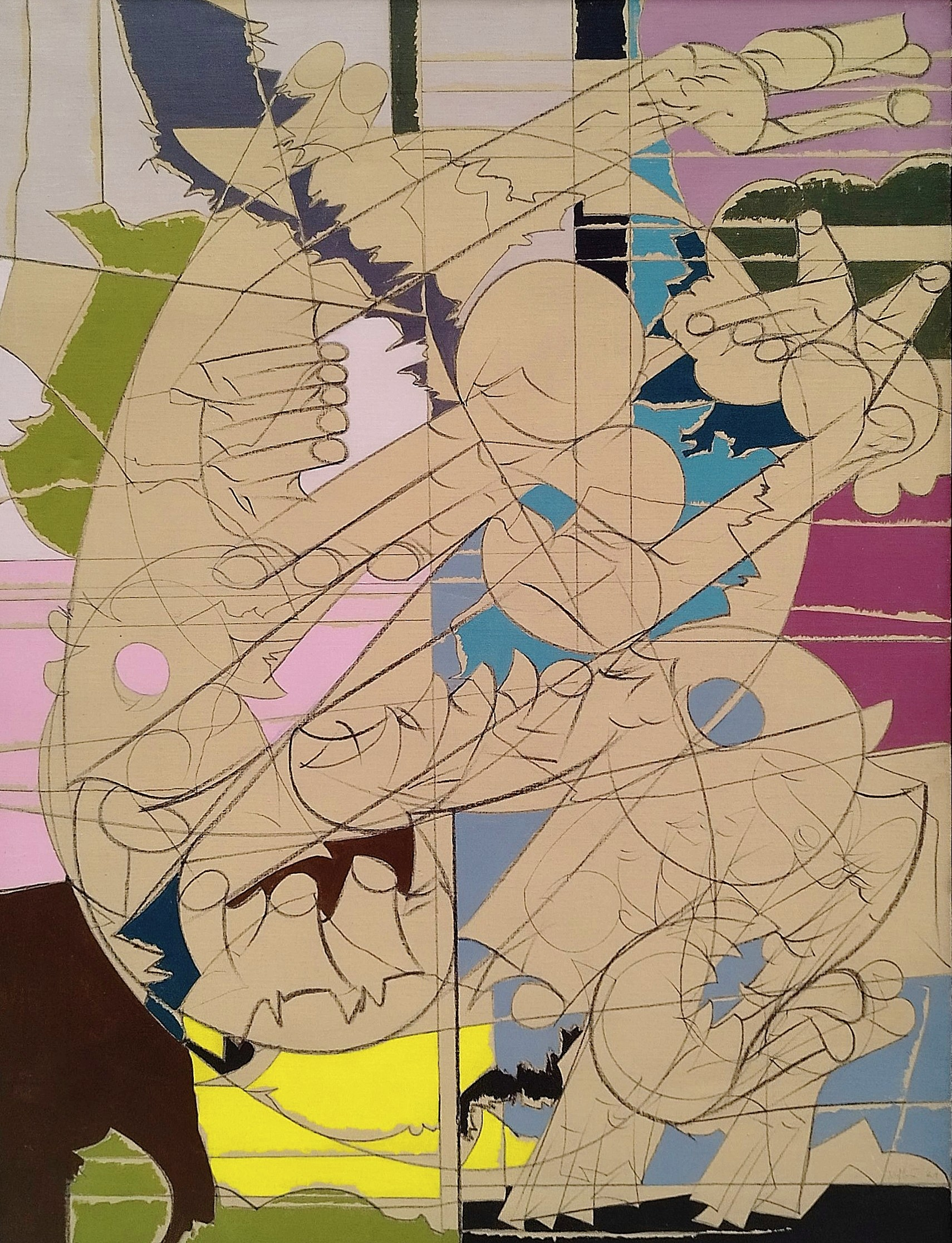
Senza titolo, 1964

È a partire da queste esperienze che egli, sulla soglia del nuovo millennio, dopo un lungo periodo di silenzio artistico, torna a creare, utilizzando ed interagendo con le più moderne tecniche di riproduzione dell'era digitale, affrontando anche l’aspetto visuale e concettuale dell’opera in rapporto alla sua riproducibilità (si veda la collettiva “Originale multiplo” assieme a Lucio Del Pezzo e Mimmo Rotella tenutasi nella Galleria Manzoni a Milano nel 1996). Punta di diamante di questa ricerca sono quelli che lui denomina “opere ODM” (“Originali Digitali Mediali”), in cui egli, secondo una definizione di Gillo Dorfles, “utilizza le straordinarie possibilità compositive, cromatiche e trascrittive del computer e del plotter per metamorfosare i suoi lavori, recentissimi o recuperati dal passato”.
Oltre alle numerose mostre personali e collettive presso gallerie d’arte italiane ed estere, sono state organizzate sue mostre antologiche presso il Palazzo dei Diamanti di Ferrara nel 1990, il Palazzo Ducale di Urbino nel 2002 e le sale della Fondazione Mudima a Milano nel 2002 e 2007.
È sepolto al cimitero di Lambrate.